# 司法制度改革
司法制度改革（しほうせいどかいかく）とは、日本において、1999年（平成11年）以来行われている司法制度全般に関する改革である。裁判制度、国民への司法サービス提供、法曹養成制度など多岐にわたる。
従前の日本の司法制度は裁判期間の長さ、弁護士費用の高さ、裁判所の行政よりのスタンスなどの要因により、国家が国民に十分な法的解決を供給していなかったと言われている。国民への十分な司法サービスを提供するために、裁判の効率化や法曹界の人員の拡充などが必要とされ、広汎な司法制度改革が行われることとなった。

## 主な改革点

### 裁判制度等の改革
- 民事司法制度の改革
  - 裁判の充実・迅速化 - 計画審理など
  - 専門的な事件への対応強化 - 専門委員制度など
  - 知的財産権関係事件への対応強化 - 知的財産高等裁判所の設置など
  - 労働事件への対応強化
  - 家裁・簡裁の機能充実化 - 人事訴訟の管轄移管、少額訴訟制度拡大
  - 民事執行制度の強化
  - 裁判所へのアクセスの拡充 - 日本司法支援センターの設置、民事扶助の充実化
  - 裁判外紛争解決手段（ADR）の拡充・活性化
  - 司法の行政に対するチェック機能の強化
- 刑事司法制度の改革
  - 刑事裁判の充実・迅速化 - 公判前整理手続
  - 被疑者・被告人の公的弁護制度の整備
  - 検察審査会の議決への法的拘束力付与 - 「同一の事件について起訴相当と2回議決された場合には必ず起訴される」こととなり、法的拘束力を持つことになった（2009年5月21日から）。
  - 国際捜査・司法共助制度
  - 身柄拘束の是正 - 監獄法の改正
  - 犯罪者の社会復帰と、被害者・遺族の保護
- 国際化への対応 
  - 民事司法の国際化
  - 刑事司法の国際化
  - 法整備支援の推進
  - 弁護士（法曹）の国際化

### 人的基盤の整備
- 司法試験合格者数の増加
- 裁判官・検察官の増員
- 法曹養成制度改革 - 法科大学院制度・新司法試験の導入、司法修習制度の変更
- 弁護士へのアクセス拡充 - 法テラス、公設事務所の設置、弁護士報酬の透明化、弁護士広告規制緩和
- 弁護士の国際化 - 外国法事務弁護士との特定共同事業の要件緩和
- 隣接法律専門職種の権限拡大 - 司法書士に簡裁訴訟代理権
- 検察官制度の改革
- 裁判官制度の改革 - 弁護士任官、裁判官任官手続の透明化

### 国民的基盤の確立
- 裁判員制度の導入：2009年（平成21年）5月21日から
- 専門委員制度

## 沿革
- 1999年（平成11年）
  - 7月 - 内閣に司法制度改革審議会を設置
- 2001年（平成13年）
  - 6月 - 司法制度改革審議会の最終意見書
  - 11月 - 司法制度改革推進法が成立
  - 12月 - 内閣に司法制度改革推進本部を設置
- 2002年（平成14年）
  - 3月 - 司法制度改革推進計画が閣議決定
- 2004年（平成16年）
  - 4月 - 法科大学院開校
  - 11月30日 - 司法制度改革推進本部解散
- 2006年（平成18年）
  - 4月 - 法テラス開設
  - 5月 - 第1回新司法試験実施
  - 10月 - 法テラス業務開始
- 2009年（平成21年）
  - 5月21日 - 裁判員制度施行、検察審査会の議決に法的拘束力を付与する制度の施行。